# Jovan Plamenac
Jovan Simonov Plamenac (cirílico serbio: Јован Симонов Пламенац) (Boljevići, Crnmica, Montenegro, 1873 o 1879-14 de junio de 1944) fue un político, militar y maestro montenegrino y yugoslavo.
Comenzando como un destacado líder del Partido Popular Verdadero en el Principado de Montenegro, estado que pronto se transformaría en un reino, Plamenac fue un firme partidario del monarca del país, el príncipe Nicolás I Petrović-Njegoš, quien cambió su papel a rey en 1910. Cuando estalló la Primera Guerra Mundial y el rey Nicolás huyó en secreto del país después de que fue invadido por las potencias centrales, denunció Plamenac al rey. 
Después de la guerra, Plamenac se convirtió en uno de los líderes de los Verdes y uno de los principales protagonistas de la Rebelión de Navidad de 1919 en oposición a la unificación de Montenegro con Serbia en la posguerra y la posterior creación del Reino de los Serbios, Croatas y Eslovenos. Al huir a Italia tras la rebelión fallida, Plamenac se convirtió en jefe de las autoridades montenegrinas en el exilio. En el puesto, presidió unidades de Verdes exiliados que se entrenaron en la ciudad de Gaeta con apoyo italiano antes de ser enviados de regreso a casa a través del Adriático, donde una insurgencia guerrillera de bajo nivel continuó incluso después de la rebelión fallida. Plamenac también trató de obtener apoyo político en el extranjero para la oposición de su organización al estado eslavo del sur recién creado, pero logró muy poco en ese sentido. 
A mediados de la década de 1920, Plamenac dio un giro completo y decidió llegar a un acuerdo con las autoridades del Reino de Serbios, Croatas y Eslovenos lo que le permitió regresar a casa, donde se convirtió en un político centrista del Partido Radical Popular de Nikola Pašić.

## Primeros años de vida
Jovan Plamenac nació en 1873 en el pueblo de Boljevići (en Montenegro). Comenzó su educación en Boljevići y Cetiña, luego se mudó a Belgrado y Aleksinac, donde estudió para un maestro. Se graduó en Pakrac, en el Reino de Croacia-Eslavonia (Austria-Hungría), antes de ir al Imperio alemán y asistir a un curso pedagógico de dos años en Jena. Después de completarlo con éxito, regresó a Montenegro y se convirtió en profesor en la escuela de teología y formación de profesores en Cetiña.

## Carrera política
Desde 1907 hasta 1909, Plamenac se desempeñó como ministro de Educación en el gobierno de Lazar Tomanović. Durante su tiempo en el cargo, buscó el control de algunos asuntos militares asignados al Ministerio del Interior hasta que expiró el mandato del gobierno en 1910, cuando el Principado se transformó en un reino. 
El duque Mitar Martinović volvió a contratarlo como ministro del Interior y Representante del ministro de Educación durante el momento crucial de las Guerras de los Balcanes (1912-13). Durante las guerras, Montenegro aseguró la mayor parte de su territorio actual de los otomanos y finalmente se logró una frontera común con Serbia, presentando la unificación de los dos reinos como su máxima prioridad. Durante los siguientes años de dominio político del Partido Popular, fue hombre de confianza de la corte montenegrina. Después de que el Reino de Montenegro fuera invadido por las potencias centrales durante la Primera Guerra Mundial y el rey Nicolás I Petrović-Njegoš huyera en secreto del país a Francia, Plamenac lo denunció duramente por traición y escribió para el Correo bosnio de Sarajevo el 6 de abril de 1916 que podría ser considerado como si el rey ya no existiera. 
Plamenac pertenecía a la facción de los jóvenes y ambiciosos funcionarios de carrera que, a diferencia de la mayoría de su generación, eran absolutamente leales al rey y tenían una postura política a favor del régimen. Lograron sus objetivos a través de intrigas, matrimonios políticos y nepotismo. Se los conocía peyorativamente como Uskogaće (pantalones ajustados) por su moda forzada y desagradable de Europa occidental, que promovieron como un concepto moderno en la época en que la vestimenta nacional era todavía una forma principal de vestir en Montenegro. Plamenac y Sekula Drljević fueron los ministros más jóvenes de los gobiernos montenegrinos durante los ocho años del período constitucional.

## Rebelión de Navidad
En 1918, las guerrillas montenegrinas devastaron enormemente a las fuerzas de ocupación y los aliados irrumpieron en el país a finales de año. Con la resistencia declarando un estado serbio más unificado y los movimientos evidentes hacia la anexión de Montenegro por parte de Serbia, se convirtió en un feroz oponente de cualquier tipo de creación de Yugoslavia. Después de perder su curso político en la Asamblea de Podgorica, que depuso al rey Nicolás y declaró la unificación incondicional con Serbia, se unió a los "Verdes" que se negaron a reconocer la unificación y recurrieron a la rebelión armada para tomar el poder en Montenegro por la fuerza y expulsar a los serbios y otros aliados. Puso a Krsto Zrnov Popović como comandante en jefe de los Verdes. Al enterarse de que se prepara una rebelión armada total, tres días antes de la escalada de los conflictos el Alto Mando de la Entente autorizó el uso de la fuerza para defender las posibles zonas calientes. El 1 de enero de 1919, la unidad partisana de Plamenac atacó la ciudad de Virpazar en el lago Skadar, pero fue repelida por las fuerzas armadas italianas del comandante Molinaro de Shkodër. 
Al recibir contacto con las fuerzas armadas italianas en la costa y asegurar una cantidad de armamento básico, ya que Italia tenía intereses influyentes en Montenegro, la verdadera insurgencia se instigó alrededor de Cetiña el 7 de enero de 1919. Se conoció como la Rebelión de Navidad. Los Verdes reclutaron campesinos en los pueblos de los alrededores y rápidamente sitiaron Cetiña. Pero los Aliados montaron una feroz resistencia, en particular la Juventud Montenegrina de los Blancos pro-serbios y los franceses. La batalla de un día se perdió, entre 20 y 30 reclutas verdes murieron y otros fueron capturados por las fuerzas aliadas. Otros regimientos como el que asediaba a Nikšić también fueron derrotados, el resto se escondió en los bosques y comenzó una resistencia guerrillera que continuó durante los años siguientes, cometiendo ataques sorpresa contra los blancos y sus partidarios y Plamenac escapó a Albania para evitar ser atrapado.

## En el exilio
El rey exiliado Nicolás, que vivía en la ciudad francesa de Neuilly, criticó públicamente la insurgencia y llamó a todos los que aprecian su nombre y le son leales a que depongan las armas en nombre de la paz y no de la guerra entre hermanos. También asombrado por sus capacidades, Nicolás despidió al gabinete pro-serbio de Milo Matanović y nombró a Jovan Plamenac como nuevo primer ministro de su gobierno en el exilio el 17 de febrero de 1919, en el que también fue ministro de Relaciones Exteriores y representante de la ministro del Interior. 
Durante este tiempo, Plamenac se quejó mucho ante la comunidad internacional por la anexión de Montenegro, alegando la falta de legalidad de tal acto. También se quejó de las denuncias de atrocidades y represión brutal llevadas a cabo por las fuerzas francesas y serbias en el Montenegro ocupado. La Comisión Internacional ordenada por las Potencias Aliadas y aprobada por la Sociedad de Naciones no pudo confirmar esto durante su investigación en Montenegro, criticando a Plamenac y a los italianos por la escalada de conflictos y aumentando las tensiones en Montenegro. También viajó como enviado de Nicolás a Londres, con la esperanza de obtener algunas de las simpatías promontenegrinas del público del Reino Unido. Logró iniciar una discusión sobre la cuestión montenegrina, planteando el asunto en la Cámara de los Lores británica, pero no encontró mayor apoyo en ella. También escribió al presidente de los Estados Unidos de América, Woodrow Wilson, sobre los términos para restaurar el Estado montenegrino, al menos en las formas de una Yugoslavia confederada. 
En 1920, en la ciudad italiana de Gaeta, se formó un ejército de 1.500 hombres con 62 oficiales que fue respaldado financieramente por el gobierno italiano, a propuesta de los socialistas. El gabinete de Plamenac reconoció al ejército como el ejército montenegrino legal en el exilio. Estas fuerzas fueron trasladadas de forma encubierta a la costa oriental del mar Adriático, donde instigaron incidentes armados en Montenegro, manteniendo así una forma de conflicto abierto. El 6 de agosto de 1919, la propiedad de Andrija Radović, el orquestador de la unificación montenegrino-serbia, fue atacada y quemada hasta los cimientos, y su padre fue asesinado. Belgrado acusó a Plamenac de opresión. 
A fines de 1920, se llevaron a cabo las elecciones a la Asamblea Constituyente en el Reino de los serbios, croatas y eslovenos; las Potencias Aliadas habían acordado previamente considerarlo un evento final de autodeterminación en Montenegro. Los observadores internacionales de Gran Bretaña y Francia concluyeron que las elecciones se llevaron a cabo con estándares democráticos y, de acuerdo con el hecho de que la gran mayoría de los montenegrinos votaron a pesar del llamado de boicot de los Verdes, por una victoria total a favor del unionismo; las Grandes Potencias rompieron relaciones diplomáticas con el gobierno en el exilio de Plamenac, dando un golpe final a su cargo de primer ministro.
El 1 de marzo de 1921 Nicolás murió de vejez. Su único hijo, el príncipe heredero Danilo, al igual que muchos otros líderes montenegrinos en el exilio, expresó su renuncia a aceptar el trono, por lo que abdicó en favor de su sobrino Miguel y permaneció en el anonimato en Roma. Miguel era menor de edad, por lo que, de acuerdo con la Constitución, Jovan Plamenac se declaró corregente del Reino junto con la reina Milena Vukotić, viuda de Nikola. Las instituciones se trasladaron a San Remo en Italia, ya que Francia rompió relaciones e Italia, que aún tenía intereses en el Adriático, decidió respaldarlas financieramente. En junio de 1921, Plamenac entró en un conflicto personal con el ministro de Relaciones Exteriores italiano Sforza, por lo que se vio obligado a renunciar al cargo de primer ministro, dejándolo el 28 de junio de 1921 al general Milutin Vučinić, pero siguió siendo el hombre clave detrás como miembro de la Regencia. Vučinić murió sorprendentemente pronto, por lo que la Reina invitó a nombrar al general Anto Gvozdenović como nuevo primer ministro.

## Regreso al Reino de los Serbios, Croatas y Eslovenos
La reina regente de Montenegro, Milena Vukotić, provenía de una fuerte familia unionista pro-serbia, por lo que finalmente decidió disolver el gobierno montenegrino en el exilio y abolir cualquier resistencia montenegrina a la unidad serbocroata-eslovena, y también estaba cansada de los años de disputas y lucha. Oponiéndose ferozmente a esto, Plamenac y 20 hombres armados sitiaron y asaltaron el Consulado de Montenegro en Riviera, el lugar de residencia de la Reina Milena, y despojaron a la Reina de su regencia, tomando por la fuerza el control del gobierno en el exilio y los Archivos de Montenegro, proclamándose Premier supremo. Aunque Italia lo consideraba un problema interno, no quería permitir un conflicto en su suelo, reportado por los medios italianos contemporáneos como una "mini-guerra civil", por lo que finalmente el pro-Milena Milo Vujović y sus guardias armados lograron asegurar las estructuras. ocupado por Plamenac y controlar temporalmente el gobierno antes de la formación del gabinete de Gvozdenović. La creencia de Plamenac era que la reina regente no estaba actuando en el mejor interés de los montenegrinos y que no tenía jurisdicción para tomar una decisión tan crucial, siendo simplemente una regente del rey Danilo menor de edad. Sin embargo, los actos de Plamenac hicieron que la reina regente abandonara sus objetivos y las autoridades montenegrinas en el exilio continuaron existiendo durante aproximadamente dos años más. 
Desesperado y buscando apoyo, Plamenac se dirigió a Roma para fundar un consejo especial para la restauración de la soberanía montenegrina, separado del principal gobierno en el exilio, que estaba dominado cada vez más por un enfoque derrotista y había abierto contacto directo con las autoridades yugoslavas.  Sin embargo, como esto ocurrió en 1923, Italia lo expulsó rápidamente ya que después del Tratado de Rapallo había abandonado su política anti-yugoslava. Jovan Plamenac quería encontrar refugio en los Estados Unidos de América y anunció la fundación de un gobierno alternativo montenegrino en el exilio en la ciudad de Nueva York. Sin embargo, sus papeles montenegrinos ya no fueron reconocidos en ninguna parte del mundo, por lo que fue detenido en Ellis Island como inmigrante ilegal. 
En 1925, Plamenac se rindió en vano y se retiró de la Regencia, luego a cargo de Gvozdenović. De acuerdo con el programa de rehabilitación del rey Alejandro I Karađorđević, no se presentaron cargos contra Plamenac y se mudó libremente a Belgrado. El 31 de enero de 1925, escribió arrepentido y juró lealtad al rey:

Su Majestad, Toda mi labor política estuvo desde el primer día de mi vida pública dedicada a: la gloria, el avance y la magnitud de mi Patria y mi Dinastía, así como la liberación y unificación del pueblo serbio. [..] En estas obras sagradas mías para Montenegro y Serbia, los enemigos eran solo aquellos que eran enemigos de Montenegro y su dinastía, o de Serbia.

Plamenac se inscribió inmediatamente en la vida política yugoslava como miembro del Partido Radical Popular de Nikola Pašić. También fue nombrado ministro del Gobierno del Reino, lo que provocó un estallido de controversia pública con respecto a su puesto; sin embargo, el rey Alejandro se mantuvo estrictamente a favor del asunto, como parte de su programa de rehabilitación. Después de la muerte de Pašić, Plamenac avanzó rápidamente en la jerarquía de los radicales y se convirtió en un vigoroso partidario y defensor de sus políticas de centrismo. Se convirtió en el campeón del régimen en las luchas políticas contra los campesinos del Partido Federalista Montenegrino pro-Verde, acusándolo de separatismo y apoyo a la destrucción de Yugoslavia.

## Segunda Guerra Mundial y muerte
Años después, en su vejez, las fuerzas del Eje invadieron Yugoslavia y la dividieron en 1941. Plamenac partió de Belgrado hacia la gobernación italiana de Montenegro, un estado títere del Eje, uniéndose a Sekula Drljević en colaboración con la Italia fascista. En 1943, los fascistas italianos fueron derrotados y en 1944 los partisanos comunistas capturaron a Plamenac. Posteriormente se le leyó un veredicto acusándolo de colaboración y luego fue ejecutado por un escuadrón de fuego.